# سیارک ۲۶۴۴۷
سیارک ۲۶۴۴۷ (به انگلیسی: 26447 Akrishnan، نامگذاری:2000AX67)۲۶۴۴۷مین سیارک کشف شده‌است که در ۰۴ ژانویه ۲۰۰۰ کشف شد.